# ان‌جی‌سی ۱۴۹
ان‌جی‌سی ۱۴۹ (انگلیسی: NGC 149) نام یک کهکشان عدسی در صورت فلکی آندرومدا است.